# Układ Rosslera

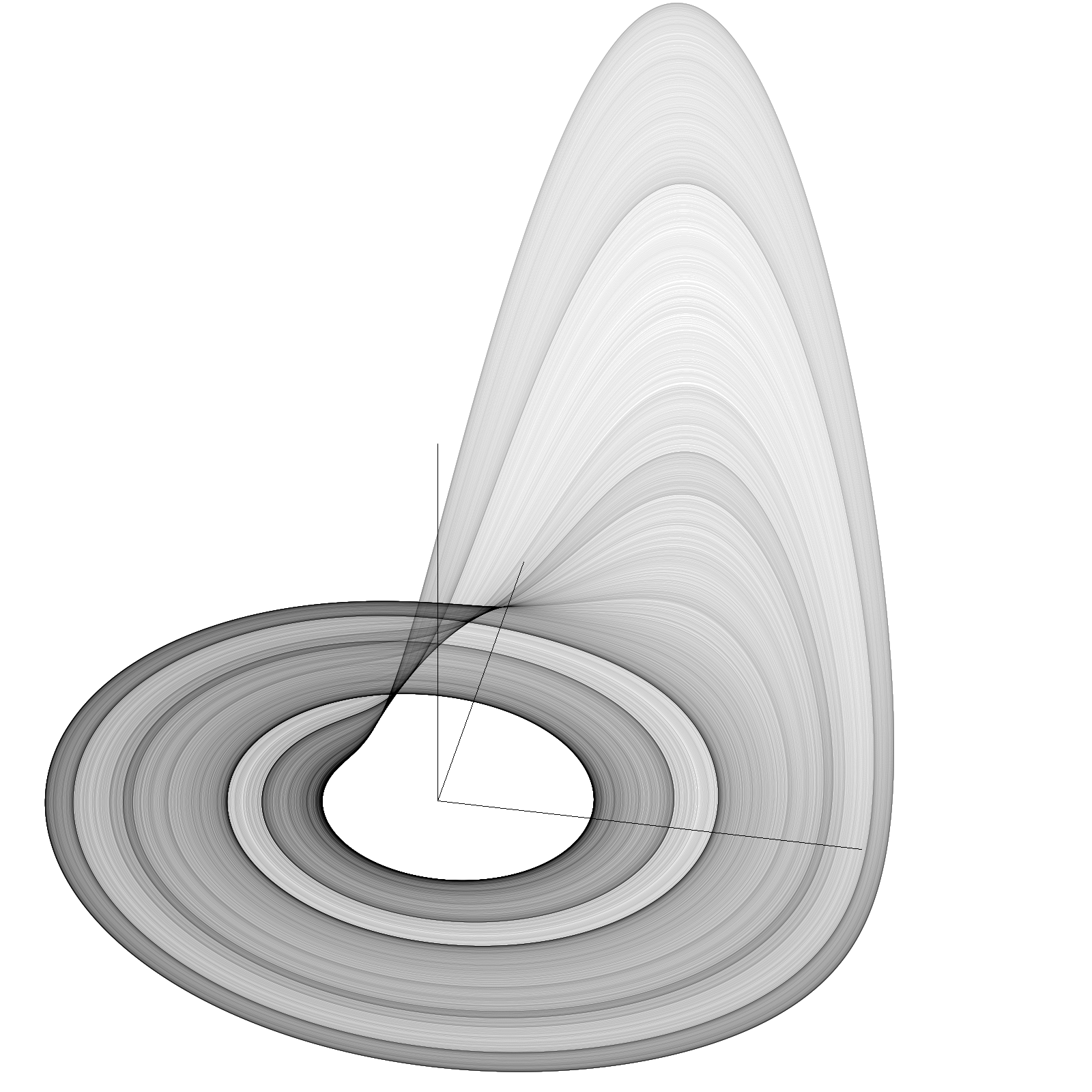
Atraktor Rösslera

Układ Rosslera albo odwzorowanie Rosslera to układ trzech sprzężonych
nieliniowych równań różniczkowych przedstawionych przez Otto Rosslera w 1976
{\displaystyle {\begin{cases}{\dot {x}}=-y-z\\{\dot {y}}=x+ay\\{\dot {z}}=b+z(x-c)\end{cases}}.}
Dla odwzorowania przy parametrach ({\displaystyle a=0{,}2} i {\displaystyle b=0{,}2}), startując z punktu początkowego na płaszczyźnie układu dochodzi się do zbioru punktów nazywanych dziwnym atraktorem Rosslera.